# Aberfeldy

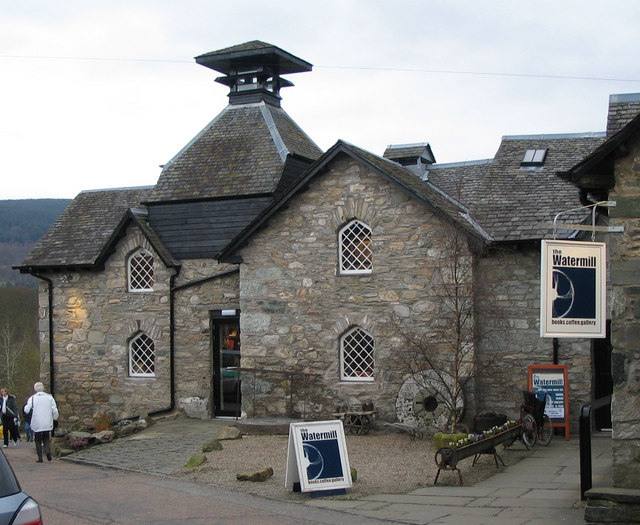
El vell molí d'aigua (Water Mill).

Aberfeldy (Obar Pheallaidh en gaèlic) és un poble de la regió de Perth and Kinross, Escòcia. Per ell creua el riu Tay. Entre els edificis importants del poble es troba The Water Mill ('el Molí d'Aigua').
Va ser el lloc de naixement del 42nd Regiment of Foot (42º Regiment a peu), l'any 1725. Es considera el centre geogràfic d'Escòcia.
Robert Burns destaca el poble en el seu poema The Birk of Aberfeldy.
El 27 de novembre del 2002, se li lliura a Aberfeldy l'estatus de Fairtrade Town ('Poble pel Comerç Just').

## Galeria

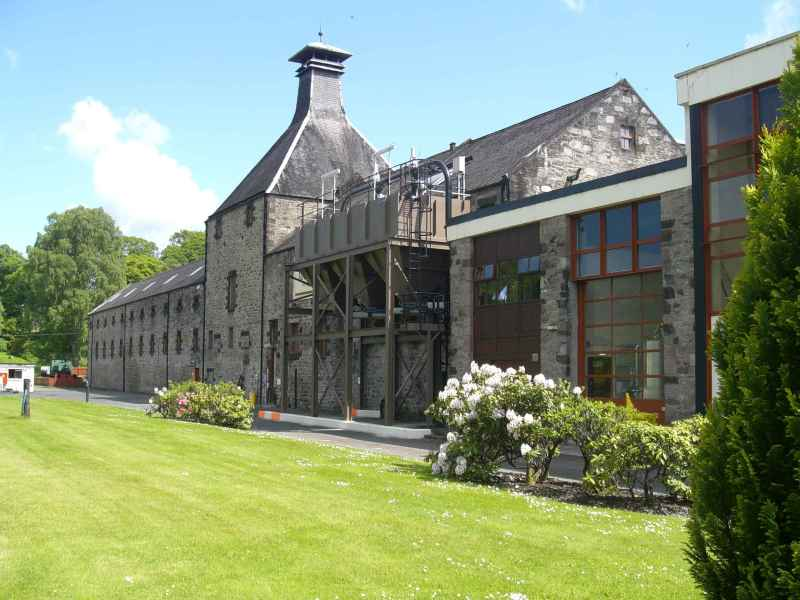
Aberfeldy Distillery
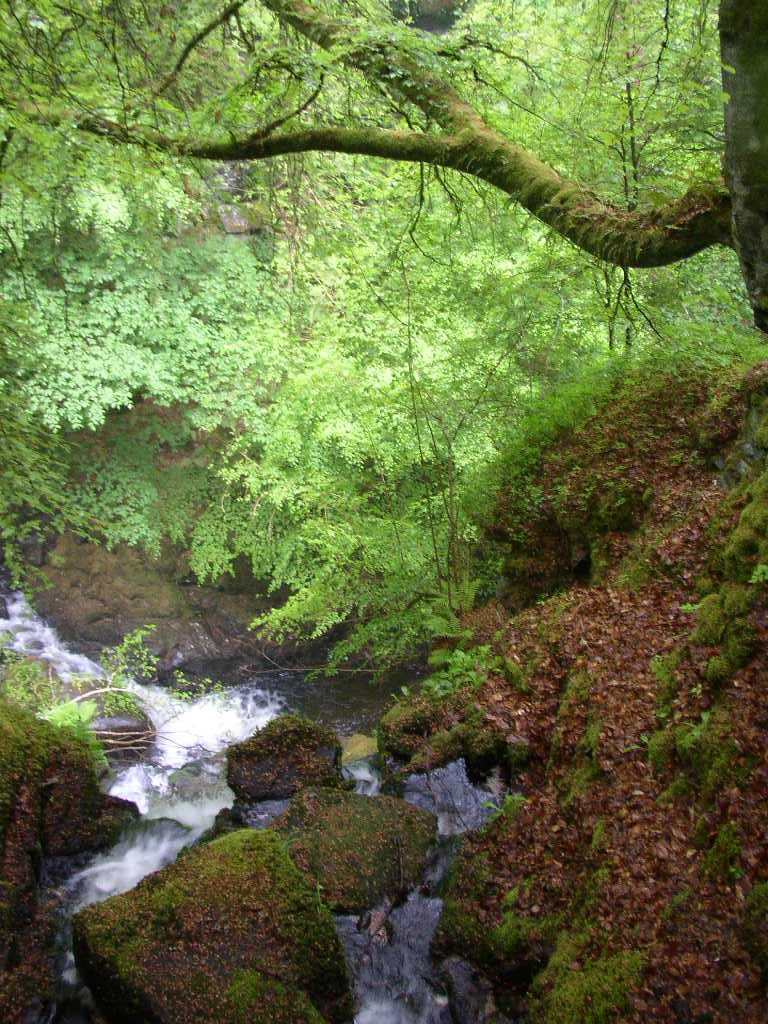
The Birks of Aberfeldy
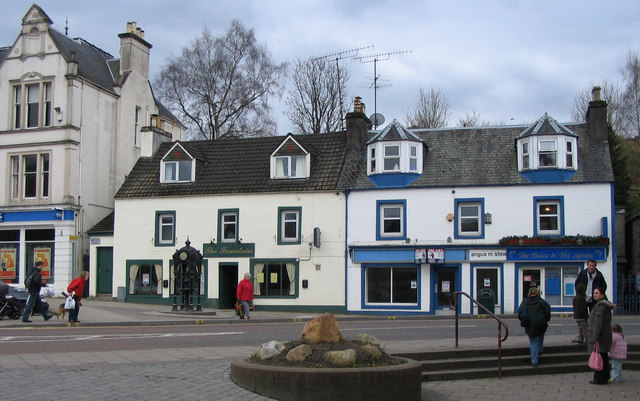
Vista d'Aberfeldy
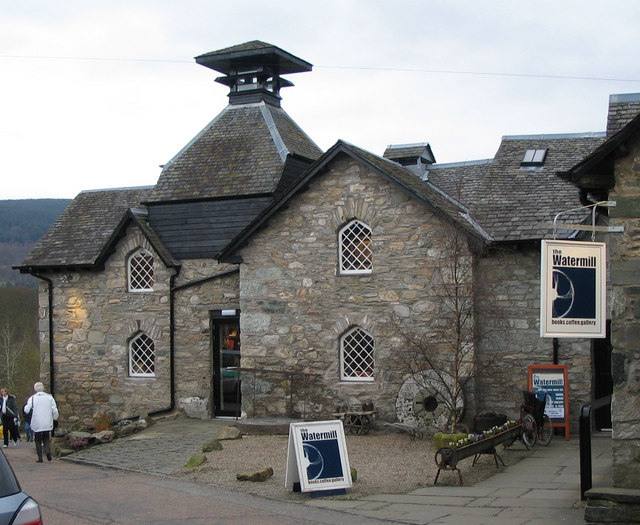
El vell molí d'aigua (Water Mill)
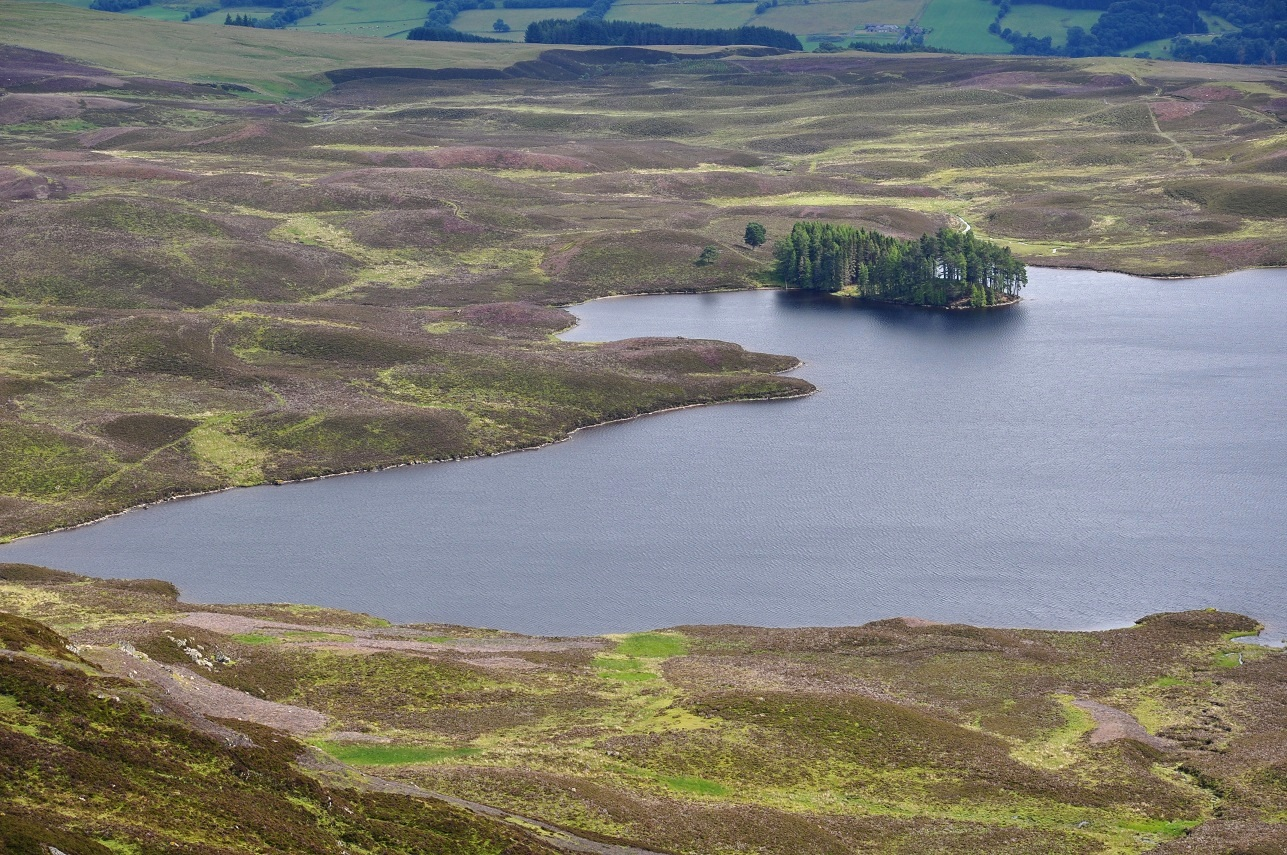
Loch Derculich,al nord d'Aberfeldy